# 陸平中
陸平中（Luk Felix，1994年5月7日—），生於香港，香港足球運動員，司職守門員，現時效力香港超級聯賽球會駿英九龍城。

## 早年生活
陸平中生於香港，由參加暑假的麥當勞足球計劃起展開其足球生涯。陸本擔任前鋒，後因技術未精被安排轉型守門員。陸並一直在屯門參與青苗及幼苗計劃，及後轉投由另一名足球員戴偉浚的父親組織的小南國。無獨有偶，東方在2007至2008球季獲香港足球總會邀請參與甲組，小南國就被收編為東方青年軍。一年後，陸轉投流浪青年軍。

## 球會生涯
隨着地區球會屯門於2010年夏季升班挑戰甲組，在守門員名單上尚欠名三號龍門，使與當時屯門班主的兒子是中學同班同學的陸平中，於2010年9月把合約帶回家由家人簽署，從此踏上職業足球之路。因為是中學生的關係，陸平中在球隊的練習只能一週一次，雖然他於當季經常連後備名單都進不了，但他於2011年4月24日對晨曦的聯賽，首獲正選機會，惟兼職業生涯首度登場最終屯門以1–2落敗，可惜球會在2013/14年球季引入共達10名國援球員，使屯門於上半季的成績不升反跌，其後更發生假波醜聞，最終屯門於12月宣佈即時取消全體職球員在香港足總的註冊。
結果經過足總專責委員會調查後，被取消甲組聯賽參賽資格，而陸平中則於2014年8月隨屯門的守門員教練梁卓長轉會地區球會元朗，惟他依然是球會三號門將。2016年8月，他隨主教練馮凱文轉會理文流浪，並於2月11日對冠忠南區的菁英盃8強，首度為球隊登場，結果球隊以2–4落敗。隨後，由於球會正選門將邱于銘選擇投考海關，使流浪開始部署由陸平中接替球會主力門將，而在獲得更多落場機會下表現越來越穩定。
球季完結後，陸平中隨流浪職球員加盟新成立的港超聯球會理文，並在職業聯賽擔正球會正選門將，在2017年9月10日以0–1不敵陽光元朗的首場聯賽，首次代表球會，其後在9月15日對班霸東方龍獅的第二場聯賽，全場多次勇救險球，包括在完場前更連環救出兩個必入球，協助理文取得球會歷史上首場勝仗以3–2勝出。12月2日，他在作客標準流浪的護級大戰，由於隊友趙俊傑傷出，使他首度接替隊長臂章應戰，惟他在90分鐘被對方球員接應傳中頭槌破網追平1–1完場。
2019/20球季，陸平中由凱景轉投港超聯球會和富大埔。
2020/21球季，陸平中加盟港超聯球會天水圍飛馬。
2021/22球季，陸平中轉投香港甲組聯賽球會南華。

## 球場以外
陸平中非常喜歡前香港代表隊隊長范俊業，更因為他而穿上19號球衣，而最欣賞的球員則是前屯門隊友李海強因其態度認真和專業，陸平中家人只視兒子踢足球為興趣，以不影響學業為大前題，甚至覺得無前途，因為這樣他經常與家人有磨擦，但當陸平中於2012年升讀香港教育學院後便沒有再吵架，他於香港教育學院擔任校隊成員兼隊長，到2015年6月隨隊在武漢出戰全國大學生足球聯賽，並協助球隊以1–0擊敗武警警官學院歷史性奪得冠軍，到2017年11月他於香港教育大學體育教育系正式畢業。

## 榮譽
港聯
- 香港賀歲盃冠軍（2018年）

## 外部連結
- 香港足球總會網頁球員註冊資料 （页面存档备份，存于）